# Io (planetka)
(85) Io je planetka nacházející se v hlavním pásu asteroidů. Její průměr činí asi 155 km. Byla objevena 19. září 1865 německo-americkým astronomem C. H. F. Petersem.